# 蘇菲亞·奇雅倪
蘇菲亞·奇雅倪（Sophia Kianni，2001年12月13日—）是一位伊朗裔美國籍的社會企業家和氣候行動家。她是「氣候樞紐」（Climate Cardinals）的創始人兼總裁，該組織是一個提供多種語言氣候變化訊息的非營利性組織，她還擔任美國國家環境保護局國家青年諮詢委員會委員和聯合國顧問，她也是美國歷史上最年輕的聯合國顧問。  

## 行動

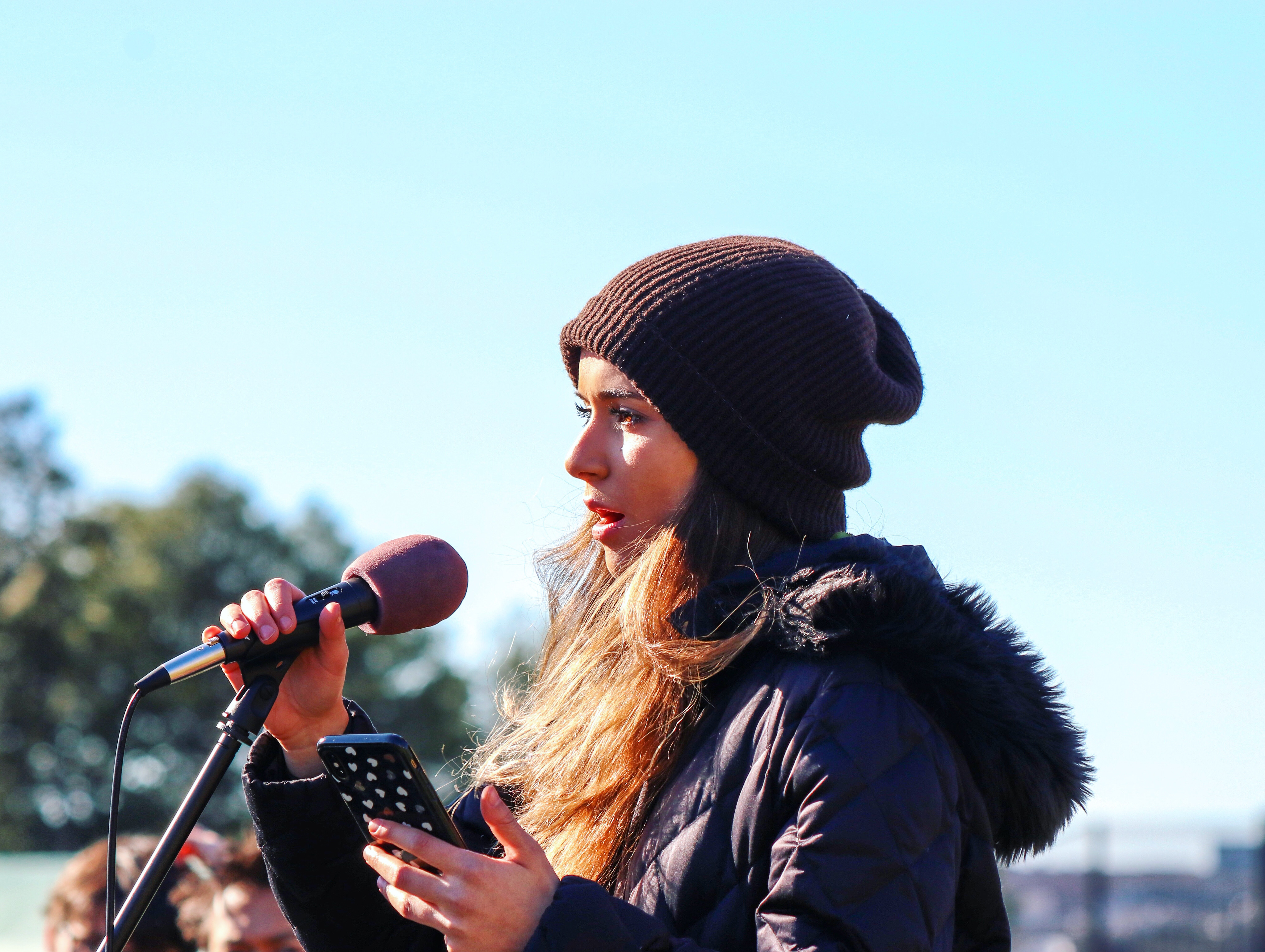
奇雅倪於2019年黑色星期五氣候罷課的活動上發表談話

奇雅倪在德黑蘭就讀中學時，某晚看見星空被煙霧遮蔽了，自此開始對氣候行動產生興趣。她將其描述為「我們的世界正在以驚人的速度升溫的信號」。 後來，她加入了格蕾塔·童貝里的組織氣候大罷課，並向學校請假以參與應對氣候變遷的活動。 她還協助組織了2019年的氣候大罷課。2019年，她成為氣候大罷課的全國戰略家 和「關鍵時刻」（Zero Hour）的全國合作夥伴協調員。

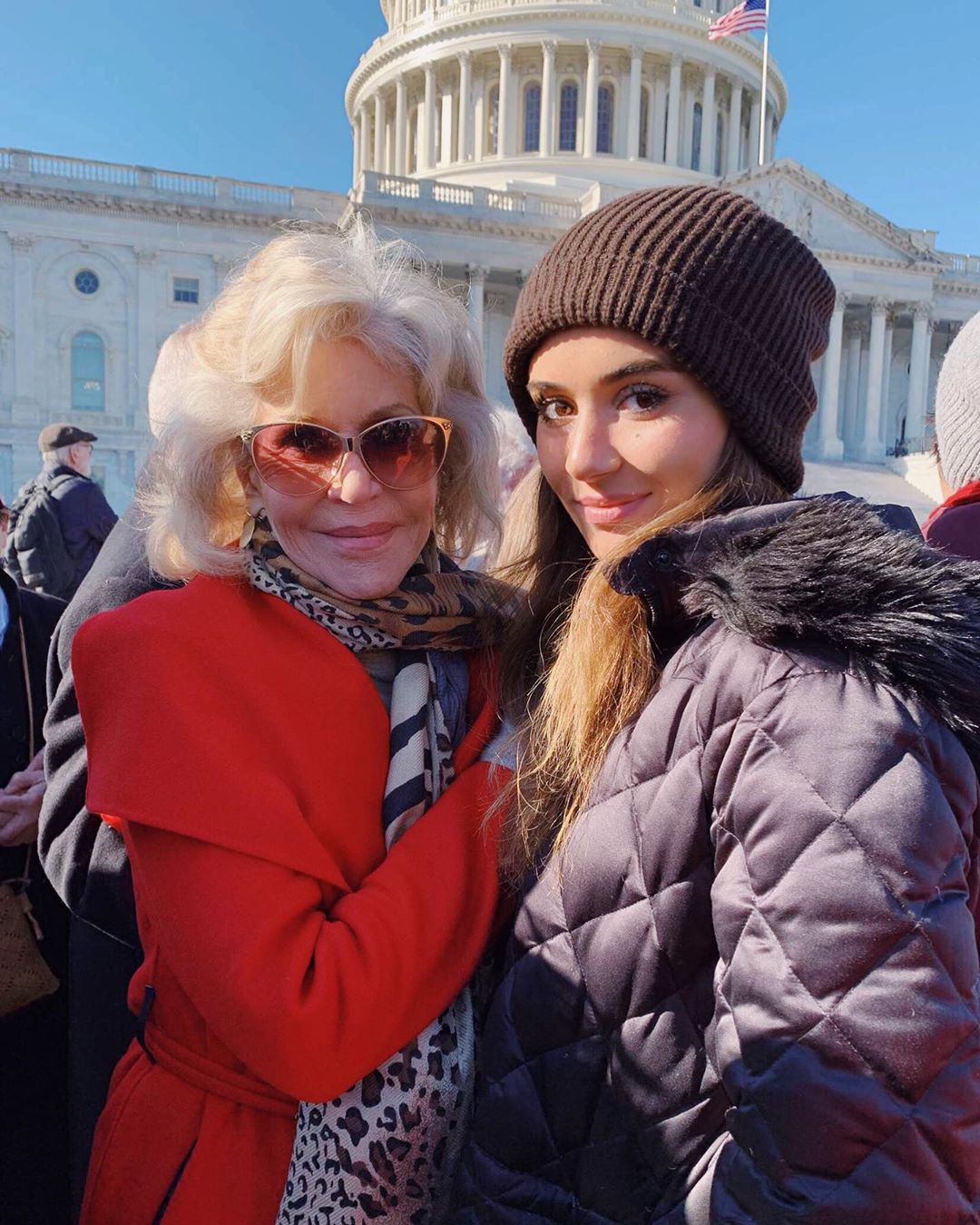
珍·芳達（左）和奇雅倪（右）出席在美國國會大廈前舉行的華盛頓特區星期五消防演習的活動。

2019年11月，奇雅倪翹課加入了由反抗滅絕組織的抗議者團體，他們打算在眾議院議長南西·裴洛西（Nancy Pelosi）的華盛頓特區辦公室進行為期一周的絕食和靜坐，要求她在鏡頭前與他們談論一小時的全球暖化問題。 當時約有十幾名參與者，17歲的奇雅倪是最年輕的，也是僅有的兩名女性參與者之一。  奇雅倪不是XR成員，只參加了第一天的靜坐活動，但她發表了事先準備好的演說也接受了媒體採訪，並在離開活動現場後持續進行絕食。  奇雅倪在《Teen Vogue》上撰寫了她參與抗議活動的相關文章，並在2020年擔任了XR 華盛頓特區的發言人。  
2020年，奇雅倪的行動因2019冠狀病毒病疫情導致校園停課和保持社交距離而受到限制，所以原訂在史丹佛大學、普林斯頓大學和杜克大學等學校的演講活動也被延遲。  她透過在密西根理工大學的遠端演講繼續進行活動。 此外，奇雅倪也決定加速開發計畫中的網站「氣候樞紐」，該網站將氣候變化的相關資訊翻譯成不同的語言。 
2020年7月，聯合國秘書長安東尼歐·古特瑞斯任命奇雅倪加入新成立的氣候變遷青年諮詢小組，該小組由七名年輕的氣候領袖組成，旨在為他面對氣候危機採取行動時提供相關建議。  該小組成員年齡介於18至28歲之間，奇雅倪是當中最年輕的。 她是唯一一位美國代表，同時也是中東與伊朗的唯一代表。  
2021年9月，奇雅倪成為米蘭青年氣候活動（Youth4Climate）中四位聯合主席之一，該活動是2021年聯合國氣候變遷大會（第26屆聯合國氣候變遷大會）的前導活動。   氣候樞紐將此活動中的青年氣候宣言翻譯成六種聯合國正式語文。  在2021年11月於格拉斯哥舉行的2021年聯合國氣候變遷大會上，奇雅倪在多個小組會議中發表了談話，並會見了聯合國秘書長安東尼歐·古特瑞斯。  2022年10月，她因代表聯合國在埃及沙姆沙伊赫舉行的的2022年聯合國氣候變化大會會議上發表演講而被阿拉伯版的《時尚》雜誌所報導。  在2023年聯合國氣候變化大會上，奇雅倪宣布了她發起的「我們穿石油運動」（We Wear Oil campaign），希望人們關注時尚行業使用化石燃料時產生的的氣候危機， 女裝日報和阿拉伯版的《時尚》雜誌為此刊登了她看似被淋上石油的照片。 
2023年，她加入了聯合國博物館-UN Live董事會 ，並成為麥可·雷根任命的首屆美國環保局國家環境青年諮詢委員會（NEYAC）的16名成員之一。 

### 文章發表與演說
2019年，奇雅倪為《Teen Vogue》撰寫了一篇有關在南西·裴洛西辦公室絕食抗議的文章。 2020年，她撰寫了兩篇冠狀病毒影響的相關文章，一篇發表在《柯夢波丹》（Cosmopolitan）雜誌中東版，講述冠狀病毒對她的家族相聚慶祝納吾肉孜節的影響 ，另一篇則發表在Refinery29上，講述冠狀病毒對她作為氣候行動家於安排日常活動的影響，這篇文章亦被廣泛轉載。 她為MTV News撰寫了一篇紀念世界地球日50周年的文章，並幫忙協調了該活動。 2022年她又為了華盛頓郵報撰寫了一篇關於她在大學期間如何進行永續生活的文章。 2023年，她與格蕾塔·童貝里和Vanessa Nakate合作撰寫了一篇CNN社論，指稱美國總統喬·拜登支持阿拉斯加石油站的探勘是一種背叛。  
2021年，奇雅倪開始為The New Fashion Initiative主持播客，節目為採訪時尚行業的專家，共同討論如何應對氣候變遷的問題。 
另外，奇雅倪也曾在世界各地多個會議上發表演說，包括网络峰会 、2022年Arch峰會 、華盛頓郵報直播 、BBYO Insider  、公共利益環境法會議（Public Interest Environmental Law Conference） 、紐約時報活動氣候中心（New York Times Events' Climate Hub）和 TED Countdown。 

## 氣候樞紐
氣候樞紐（Climate Cardinals）是由國際青年主導的非營利組織，由奇雅倪於2020年創立，旨在使用各種語言提供有關氣候變遷的訊息。它以維吉尼亞州的州鳥北美紅雀命名，並將其隱喻訊息傳遍全球。  奇雅倪曾花費許多年的時間為她的伊朗親戚將有關氣候變遷的英文文章翻譯成波斯語，因為伊朗媒體很少報導這個主題，而這段經歷帶給她很大的啟發。 她說，她注意到有關氣候變遷的資訊通常只有英文版，或者另有中文版與西班牙語版，其他語言的使用者因而無法理解相關資訊。 
氣候樞紐於2020年5月啟動，第一天就有1100名志願者報名成為翻譯。 他們還和擁有1000多萬粉絲的伊朗語電台Radio Javan合作，與伊朗人分享圖片與翻譯文章。 氣候樞紐組織是由國際學生環境聯盟贊助的501(c)(3)非營利組織，該組織允許參與其翻譯的學生，透過他們的工作賺取社區服務時間，以滿足學校要求或加強大學申請的資格。 截至2020年8月，該組織擁有超過5000名志願者，平均年齡為16歲。截至 2020年12月，該組織已擁有80000名志願者，並與聯合國兒童基金會和無國界譯者建立了合作夥伴關係。該組織已翻譯了超過75萬字的氣候訊息，有超過35萬人因而受惠。
2023年，氣候樞紐與Google雲端人工智慧翻譯中心合作，將80萬個單詞翻譯成40種語言。奇雅倪表示，這三個月的產出量相當於前兩年的產出量。 
2024年，谷歌慈善組織向氣候樞紐捐贈了40萬美元，這是其為青年領導的氣候組織提供的首輪資助之一。
2020年12月，奇雅倪被Vice (雜誌)評為20位2020年主板人物之一，因為她是聯合國氣候變遷青年諮詢小組的美國代表，並創辦了氣候樞紐。   2021年12月，奇雅倪因其為氣候變遷所做的行動而《Teen Vogue》評為「21位21歲以下的傑出青年」之一。  2022年11月，她被《富比士》雜誌評為富比士30位30歲以下精英榜氣候行動主義者之一。 《商業內幕》將她評為致力於解決氣候變遷問題的「氣候行動30」（Climate Action 30）全球領袖之一。  2023年11月，奇雅倪入選BBC巾幗百名榜單。

## 個人生活
奇雅倪與她的母親、父親、妹妹和兩隻寵物鳥住在維吉尼亞州的麥克萊恩。  她就讀於亨利·沃兹沃思·朗費羅中學時，她的團隊贏得了全州科學奧林匹克競賽， 在湯瑪斯·傑佛遜科技高中時，她曾入圍國家優秀獎學金計畫的準決賽。 2020年高中畢業後，她考入印第安納大學。並於2021年轉學到史丹佛大學，主修科學、科技與社會，研究氣候科學和衛生政策。   
作為青少年對應與COVID-19 大流行相關的社會隔離措施的典範，奇雅倪也因此受到了媒體的大量關注：美國有線電視新聞網（CNN） 、 《時代雜誌》和《華盛頓郵報》報導了她和朋友們如何如何將人際往來，甚至是取消的畢業舞會，轉移到Zoom的線上聊天和TikTok影片上。    